# Ove Andersen

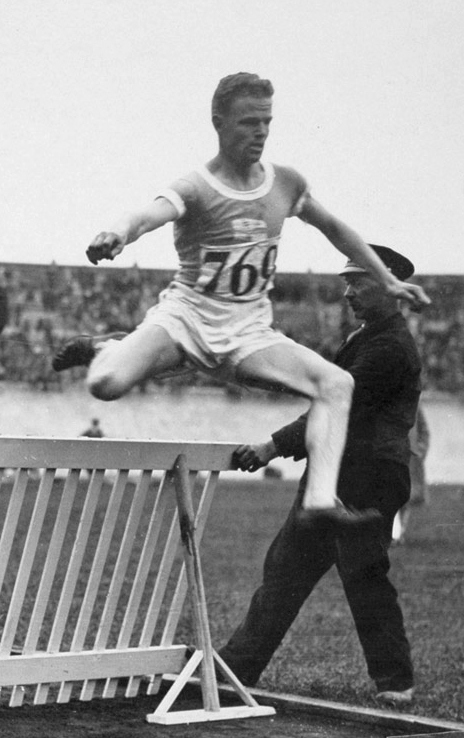
Ove Andersen, 1928

Ove Andersen (* 2. August 1899 in Kymi; † 13. Januar 1967 in Lahti) war ein finnischer Hindernisläufer.
Andersen gewann bei den Olympischen Spielen 1928 in Amsterdam hinter seinen Landsleuten Toivo Loukola und Paavo Nurmi die Bronzemedaille im 3000-Meter-Hindernislauf.
Ove Andersen war 1,78 m groß und hatte ein Wettkampfgewicht von etwa 70 kg. Er startete für Lahden Urheilijat in Lahti.